# 아카시 다케노리

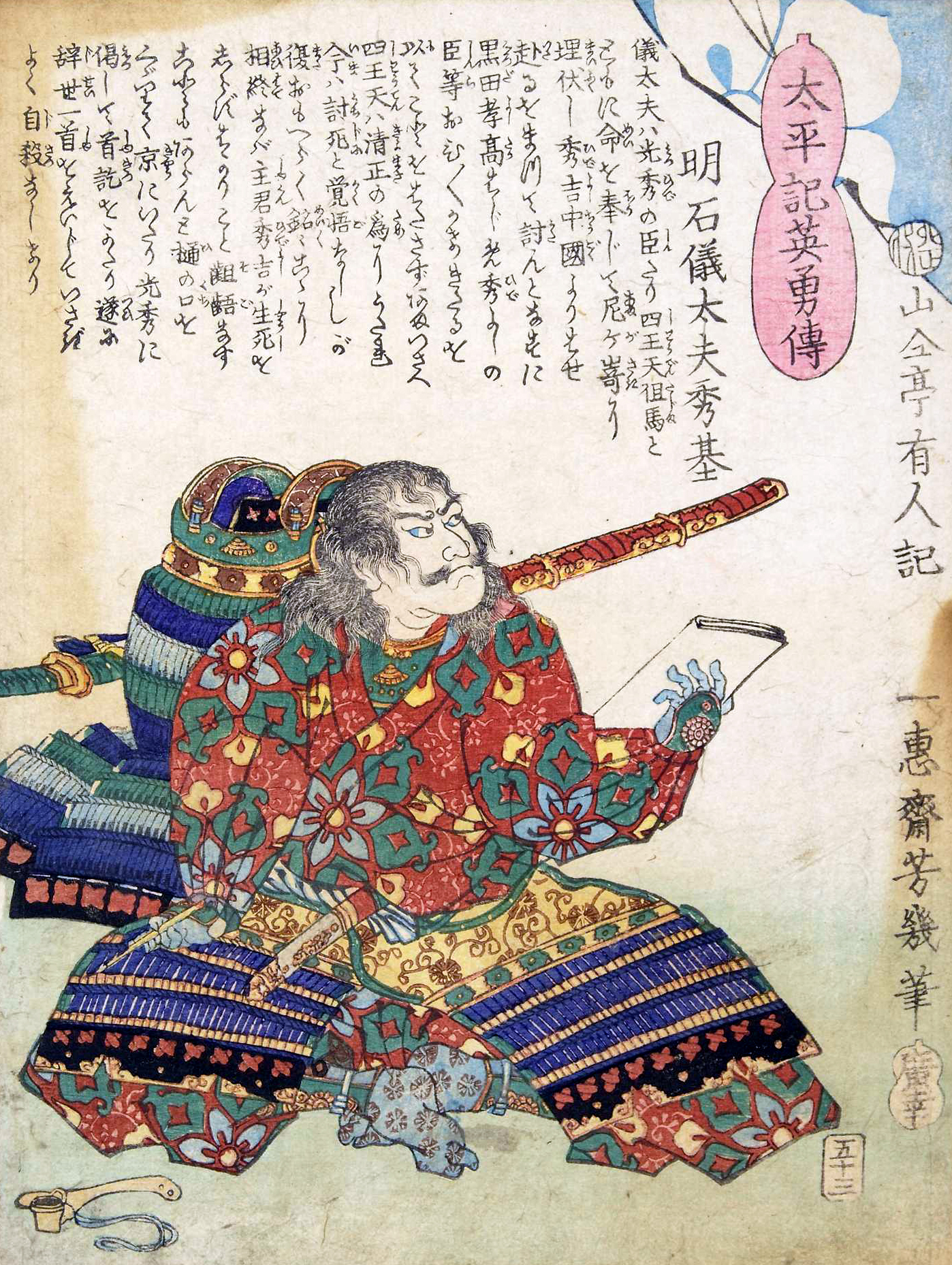
아카시 다케노리

아카시 다케노리(일본어: 明石全登, 생년 미상 ~ 겐나 4년(1618년) 또는 몰년 미상)는 아즈치모모야마 시대부터 에도 시대 초기까지의 무장이다. 휘는 확실하지는 않지만, '明石全登'의 이름이 가장 유명하다. 全登는 법호로 젠토(ぜんとう)로 읽는다는 설이 있고, 세례명으로 후스토, 주스투(스페인어: Justo, 포르투갈어: Justo, 정의로운 자)로 읽는다는 설도 있다. 통칭은 소부(掃部). 아카시 소부(明石掃部)라고도 한다. 선교사를 자기 저택에 머물게 하고 보호할 만큼 열렬한 기리시탄이었다. 가게모리(景盛), 모리시게(守重)라고도 한다.

## 생애
비젠 고보키성주 아카시 유키카쓰의 자식으로 태어났다. 생년을 알 수 있는 확실한 사료는 존재하지 않지만, 오가와 히로키는 에이로쿠 12년(1569년) 전후에 호키성(保木城)에서 태어났을 가능성이 높다고 한다. 비젠 아카시씨(미마사카 아카시씨)는 아카마쓰씨의 후예(수호 다이묘 아카마츠 엔심의 차남 아카마쓰 사다노리(赤松貞範)의 후손))이며 구리 광산 경영자, 기술 통솔자의 면모도 있다.
유키카쓰는 덴진 산성주 우라가미 무네카게의 가신이었으나, 덴쇼 3년(1575년) 9월 우라가미씨 멸망 시에는 우키타 나오이에에 호응해 돌아섰고, 이후 우키타씨에 귀속하게 되었다. 유키카쓰는 동생 가게유키와 함께 나오이에와 그의 아들 우키타 히데이에를 섬겨 덴쇼 16년(1588년)에 제대부(종5위하), 4만 석의 지행까지 올랐다. 유키카쓰의 적자 다케노리도 유키카쓰가 생존 중인 임진왜란 5년(1597년) 4월 이전에 그 뒤를 이어, 와케군(지금의 비젠시 요시나가초) 오마타성의 성주·가로가 되었지만, 영지 경영에는 관여하지 않았다.
게이초 4년(1599년), 집안 소동(우키타 소동)이 일어나고, 가재(家宰, 집정) 나가후네 쓰나나오가 살해되고, 관여한 4명의 중신(도가와 미치야스, 우키타 아키이에 곧 사카자키 나오모리, 오카 사다쓰나, 하나후사 마사나리)가 출분했기 때문에, 다케노리가 가재로 우키타 가문을 떠맡았다. 지행은 당초 3만 3,110석이었으나, 우키타 히데이에의 양부인 태합 도요토미 히데요시의 직속 신하로서도 지행을 받아 합치면 10만 석이 되었다.
게이초 5년(1600년), 도쿠가와 이에야스와 대립하고 있던 이시다 미쓰나리가 거병하자, 다케노리도 우키타 히데이에를 따라서 출진해, 이시다 쪽의 서군에 가세해 7월부터 8월에 걸쳐 후시미성을 공략(후시미성 전투). 9월 14일 히노쿠이세카와노 전투(日の杭瀬川の戦)에서는 나카무라 가즈히데를 먼저 격파하고 전초전을 승리했으며, 9월 15일 세키가하라 전투(関ヶ原の戦い) 본전에서는 우키타군 1만 7,000명 중 8,000명을 이끌고 선봉을 펼쳤다. 우키타군은 후쿠시마 마사노리를 상대로 선전했지만, 고바야카와 히데아키의 배신을 계기로 해 패전. 다케노리는 주군 히데이에가 스스로 베어 죽으려 하자 간하여 오사카성으로 물러가도록 진언하고 전군(殿軍)을 맡았다. 서군 패주 시에 구로다 나가마사와 조우했다고 하는 기술이 있다.
전후, 오카야마성으로 물러가지만, 성은 이미 황폐해져 있고, 히데이에와도 연락을 하지 못하고 그대로 출분한다.
우키타씨가 몰락하여 낭인이 된 다케노리는, 기리시탄 다이묘로, 어머니가 아카시 일족인 구로다 조스이 밑에서 비호되었다고 전해지고 있다. 그 중에서도, 조스이의 남동생으로 열심인 기리시탄인 구로다 나오유키가 다테노리를 숨겼다고 전해지고 있다. 조스이가 죽은 후 아들 구로다 나가마사가 기독교를 금지했기 때문에 야나가와번의 다나카 다다마사(田中忠政)에게 의존한 것으로 알려져 있다. 다만 이 시기의 소식에 대해서는 여러 설이 있다.
게이초 19년(1614년), 오사카 겨울 전투가 일어나자 신앙상의 문제로 도요토미 편으로 참전했다. 다음 게이초 20년(1615년)의 여름 전투에서는, 우선 도묘지의 싸움에 참가하고 고토 모토쓰구가 돌출해 전사해 패했지만, 다케노리는 미즈노 가쓰나리·진보 스케시게(神保相茂)·다테 마사무네 군과 교전해 혼란에 빠뜨려 마사무네와 스케시게가 서로 공격하는 일이 벌어졌다. 이 싸움으로 다케노리는 부상당했다. 덴노지 오카야마 전투(天王寺・岡山の戦い)에서는 옛 가모 우지사토의 가신 오구라 유키하루와 함께 300여명의 결사대를 이끌고 이에야스 본진 진입을 노렸으나 덴노지구치에서 우군이 괴멸한 것을 알자 미즈노 가쓰나리, 마쓰다이라 다다나오, 혼다 다다마사, 도도 다카토라의 군세로 구성된 포위망의 일각을 뚫고 전쟁터를 이탈했다.
그 후의 소식은 불분명하다. 「도쿠가와 미키」(徳川実紀), 「쓰치야 도모사다 시키」(土屋知貞私記), 「이시카와케 나카도메쇼」(石川家中留書) 등 도쿠가와 가문의 복수의 가전(家傳)이 전토함 전투로 토벌되었다고 하고, 「오사카 고진오보에가키」(大坂御陣覚書), 「오사카키」(大坂記)는 미즈노 가쓰나리 가신인 미기와산에몬(汀三右衛門)이 목을 잡았다고 하며, 「이시카와 가중류서」에서는 이시카와 다다소사가 그 손으로, 이렇게 몇몇 사료는 전사설을 취하지만 그 이상으로 낙방했다고 하는 전승도 많아 『오무라카후』(大村家譜), 『야마모토 도요히사 시키』(山本豊久私記) 등 몇몇 사료는 적자내기와 함께 규슈에, 『도가와 카후』(戸川家譜), 『부카지키(武家事紀)에는 남반(南蛮)으로 도망한 것이라고 언급되어 있지 않다고 쓴 것도 있을 정도이다. 만약 남반으로 건너갔다면 예수회 문서 등에서 특필될 것이지만, 다케노리의 소식은 기록되어 있지 않은 것으로 보아 남반 도망설은 공상의 산물일 것이라 여겨지고 있다.

## 자손
아키타현 히나이초에 아카시 다케노리의 자손이라고 전해지는 일족이 있다. 가전에 의하면 오사카 낙성 후에 센다이에서 다테 마사무네에게 보호된다. 그러나 막부의 문의가 엄해지자 쓰가루(津軽)로 이동하여 쓰가루 노부오리(津軽信枚)의 보호를 받으며 히로사키성 안에 은닉되었다. 다케노리의 세 아들은 히로사키를 떠나 유랑 끝에 센다이에 도착해 정착했다고 한다. 후손이라고 전해지는 아카시가에는 다케노리로부터 전해진 불상이 남아 있다. 전 국제 연합 사무차장 아카시 야스시(明石康)는 이곳 아카시 일족 출신으로 다케노리의 후손이라고 전해진다.
미요시 나오마사에게 시집보낸 딸을 어머니로 하는 미요시 마사모리가 도쿠가와 이에미쓰를 섬기며 2천 석을 얻었다.
오카야마현 비젠시 요시나가초 출신으로 구 시즈타니 학교(旧閑谷学校)에서 교편을 잡은 농민학자 다케모토 군리츠/기미타치(武元君立, 1770 ~ 1820)와 형 도도안(登々庵)은 아카시 다케노리의 아들 가게유키의 서양자 다케모토 마사타카(武元正高)의 후예로 여겨진다. 또한 기미타치의 증손자는 아카시 데루오(明石照男)이며 아내는 시부사와 에이이치(渋沢栄一)의 셋째딸.
단, 오가와 히로키(小川博毅)에 의하면, 이들 일본 각지에 있는 아카시 다케노리의 후예를 자칭하는 가계가 많이 있지만, 모두 확증은 없고, 아마도 아카시 일족의 자랑으로서 아카시 다케노리의 사적이 구전되고 있는 사이에, 이러한 집에서는, 어느새, 다케노리가 자신의 조상에 모셔져 있었다고 한다.

## 등장 작품

### 영화
- 아수라성(修羅城, 1929년, 주연: 기요카와 쇼지)
- 코이샤(恋車, 1930년, 주연: 이치카와 코분지)
- 걸인대장(乞食大将, 1952년, 주연: 카츠라기 코이치)
- 둔갑술 사나다성(忍術真田城, 1960년, 주연: 아리카와 마사하루)
- 둔갑술 오사카성(忍術大阪城, 1960년, 주연: 아리카와 마사하루)
- 아라쿠레 다이묘(あらくれ大名, 1960년, 주연: 오카 죠지)
- 꽃과 야도의 무리(花と野盗の群れ, 1962년, 주연: 고노에 쥬시로)
- 사혼마도 대룡권(士魂魔道 大龍巻, 1964년, 주연: 미후네 토시로)
- 사나다 유키무라의 모략(真田幸村の謀略, 1979년, 주연: 나카무라 긴지)

### 드라마
- 풍신의 문(風神の門, 1980년, 주연: 류자키 마사루)
- 세키가하라(関ヶ原, 1981년, 주연: 시로토코로 히데오)
- 도쿠가와 이에야스(徳川家康, 1983년, 주연: 시미즈 신이치)
- 혼다의 여우 도쿠가와 이에야스의 성물(本多の狐 徳川家康の秘宝, 1992년, 주연: 나츠야기 이사오)
- 아오이 도쿠가와 산다이(葵 徳川三代, 2000년, 주연: 마츠하시 노보루)
- 무사시 MUSASHI(武蔵 MUSASHI, 2003년, 주연: 쿄모토 마사키)
- 사나다마루(真田丸, 2016년, 주연: 고바야시 켄사쿠)

### 아케이드 게임
- 전국대전(戦国大戦, 2014년~, 목소리: 미우라 요시로)
- 전국 아스카 ZERO(戦国アスカZERO, 2015년~, 목소리: 다케우치 에미코)